# 1737 в Україні

## Події
- Кримські походи 1736—1738
- Немирівський конгрес
- Облога Очакова (літо 1737)
- Облога Очакова (осінь 1737)

## Особи

### Народились
- 10 серпня Лосенко Антон Павлович (1737—1773) — український живописець, педагог і культурний діяч. Академік Імператорської Академії мистецтв, професор. Основоположник російського історичного живопису.
- 27 грудня Бантиш-Каменський Микола Миколайович (1737—1814) — український історик, архівіст, громадський діяч.
- Аполлос (Байбаков) (1737—1801) — український церковний діяч, теоретик поезії, педагог, богослов. Ректор Московської духовної академії (1783—1791).
- Волховський Іван Степанович (1737 — після 1762) — настоятель Ніжинського Миколаївського собору.
- Калинович Степан-Сава (1737 — після 1785) — український живописець, монах-василіянин.
- Феофіл (Раєв) (1737—1811) — український релігійний діяч, місіонер у Мокшанії та Ерзянь Мастор. Ректор Новгородської духовної семінарії.
- Сулима Яким Семенович (1737—1818) — український шляхтич, військовий та державний діяч Російської імперії, перекладач.

### Померли
- 24 грудня Симеон-Стефан Ольшавський (1695—1737) — вікарій, генеральний вікарій та капелан і єпископ мукачівський (єпископ Мукачівської єпархії).
- Жила Іван (? — 1737) — керівник одного з гайдамацьких загонів, запорозький козак.
- Герман Кононович (? — 1737)— архімандрит Чернігівського Ільінського Троїцкого монастиря.
- Ладинський Павло (? — 1737) — український історик, дипломат, мемуарист, канцелярист Генеральної військової канцелярії.
- Лизогуб Андрій Юхимович (1673—1737) — військовий і політичний діяч часів Гетьманщини.
- Ян Меконі (? — 1737) — міський райця (1710—1737), бурмистр Львова (1723, 1727, 1728, 1737) та війт (1720, 1731, 1736).
- Уманець Степан Семенович (? — 1737) — Глухівський городовий отаман у 1730—1732 рр. та Глухівський сотник у 1732—1737 роках.

## Засновані, зведені
- Церква Миколи Козацького (Путивль)
- Карнаухівка (смт)
- Рудка (Гребінківський район)
- Сніжків